# 제2전투항공여단
제2전투항공여단 "탈론"(2nd Combat Aviation Brigade)은 미국 육군 제2보병사단의 전투항공여단이다.

## 역사
1957년 6월 20일, 제2항공중대로서 포트 리처드슨에서 정규군 부대로 창설되었다.
1958년 6월 14일, 조지아주 포트 베닝으로 이동했다.
1988년 9월 16일, 제2보병사단 항공여단으로 개편되었다.
2005년 6월 16일, 미국 육군의 재편성에 따라 다기능 항공 여단(MFAB), 전투 항공 여단(CAB)을 구성하기 위해서 제2보병사단 항공여단, 제17항공여단, 제6기병여단이 병합되어 제2전투항공여단으로 재편성되었다.
2007년 6월 15일, 제164항공관제단이 미국 육군 전력사령부(FORSCOM)에 예속전환되어 앨라배마주 포트 러커로 옮겨가고, 대신 한반도에 있는 주한 미군의 육군 비행장을 운영할 제58항공연대 4대대가 제8군 예하부대로서 재소집되었다.
국방 예산이 부족해지자, 미국 육군부는 2019년에 제12전투항공여단과 제2전투항공여단을 해산할 부대로 지정하였다. 예산이 확보되어 부대의 해산 계획은 취소되었다.

## 부대
| - 제2항공연대 제1대대 (정찰/공격) (AH-64D) - 제2항공연대 제2대대 (강습) (UH-60) - 제2항공연대 제3대대 (종합 지원) - 제2항공연대 제4대대 (정찰/공격) (AH-64D) - 제17기병연대, 6전대 - 제164항공관제단; 2005년 6월 16일 ~ 2007년 6월 15일 | - 본부 및 본부중대 - 제2항공연대 2대대 (강습) (UH-60L) - 제2항공연대 3대대 (종합 지원) - 제2항공연대 4대대 (정찰/공격) (AH-64D) - 제602지원대대 (항공) (순환부대) - (중공격/정찰)(순환부대) |

## 기록

### 계보
- 1988년 9월 16일, Headquarters and Headquarters Company, Aviation Brigade, 2d Infantry Division
정규군 배정.
→제2보병사단, 항공여단, 본부 및 본부중대
- 2005년 6월 15일 Headquarters and Headquarters Company, Combat Aviation Brigade, 2d Infantry Division
→제2보병사단, 전투항공여단, 본부 및 본부중대

### 스트리머
| 스트리머          | 내역                       | 명령서                                              |
| ----------------- | -------------------------- | --------------------------------------------------- |
| 육군 우수부대표창 | 2013년 1월 1일 ~ 12월 31일 | 2015년 2월 24일, 인적자원사령부 영구명령 제055-08호 |

## 참고
1. ↑  “주한미군, 제17 항공여단 해체”. 뉴스와이어. 2005년 4월 15일. 2014년 5월 18일에 확인함.
2. ↑  김종원 (2005년 6월 1일). “병력 위주에서 업그레이드 최첨단 장비로”. 국방일보. 2023년 8월 24일에 원본 문서에서 보존된 문서. 2014년 5월 18일에 확인함.
3. ↑  윤상호 (2005년 4월 15일). “美8군 17항공여단 일부 철수…잔류 전력 2항공여단에 배치”. 동아일보. 2014년 5월 18일에 확인함.
4. ↑  조아미 (2011년 3월 28일). “46+1' 기억하며 … 하나로 뭉친 동맹의 밤`”. 국방일보. 2014년 11월 11일에 원본 문서에서 보존된 문서. 2014년 5월 18일에 확인함. 2005년 미 육군항공 개편 계획에 따라 2항공여단·17항공여단·6기갑항공여단이 탤론여단으로 통합됐다.
5. ↑  Erik Slavin (2007년 6월 15일). “Reflagged 164th ATS joins 8th U.S. Army in revised role” (영어). 스타스 앤 스트립스. 2017년 1월 27일에 확인함.
6. ↑  “Army Leaders Defend Aviation Cuts” (영어). 미국 육군 협회. 2017년 1월 22일.
7. ↑  “PERMANENT ORDER 055-08” (PDF) (영어). Human Resource Command. 2015년 2월 24일. 2020년 9월 15일에 확인함.

- “Headquarters and Headquarters Company, Combat Aviation Brigade, 2d Infantry Division” (영어). Center of Military History. 2019년 1월 15일. 2020년 9월 15일에 확인함.
- “2nd Combat Aviation Brigade, 2nd Infantry Division”. 《globalsecurity.org》 (영어). 2015년 12월 19일에 확인함.